# Lijst van voetbalinterlands Montserrat - Saint Lucia
Deze lijst van voetbalinterlands is een overzicht van alle officiële voetbalwedstrijden tussen de nationale teams van Montserrat en Saint Lucia. De landen speelden tot op heden drie keer tegen elkaar. De eerste ontmoeting, een kwalificatiewedstrijd voor de Caribbean Cup 2005, werd gespeeld in Basseterre (Saint Kitts en Nevis) op 4 november 2004. Het laatste duel, een groepswedstrijd tijdens de CONCACAF Nations League 2019/20, vond plaats op 19 november 2019 in Gros Islet.

## Wedstrijden
| № | Plaats     | Datum             | Competitie                      | Wedstrijd                | Uitslag |
| - | ---------- | ----------------- | ------------------------------- | ------------------------ | ------- |
| 1 | Basseterre | 4 november 2004   | Caribbean Cup 2005 kwalificatie | Saint Lucia – Montserrat | 3 – 0   |
| 2 | Look Out   | 10 september 2019 | CONCACAF Nations League 2019/20 | Montserrat − Saint Lucia | 1 − 1   |
| 3 | Gros Islet | 19 november 2019  | CONCACAF Nations League 2019/20 | Saint Lucia − Montserrat | 0 − 1   |

## Samenvatting
| Competitie                 | Totaal gespeeld | Winst Montserrat | Gelijk | Winst Saint Lucia | Doelsaldo Montserrat – Saint Lucia |
| -------------------------- | --------------- | ---------------- | ------ | ----------------- | ---------------------------------- |
| CONCACAF Nations League    | 2               | 1                | 1      | 0                 | 2 − 1                              |
| Caribbean Cup-kwalificatie | 1               | 0                | 0      | 1                 | 0 − 3                              |
| Totaal                     | 3               | 1                | 1      | 1                 | 2 − 4                              |

MFA · A-internationals
1990 – 1999 · 
2000 – 2009 · 
2010 – 2019 ·
2020 − 2029
1991 · 
1992 · 
1993 · 
1994 · 
1995 · 
1996 · 
1997 · 
1998 · 
1999 · 
2000 · 
2001 · 
2002 · 
2003 ·
2004 · 
2005 · 
2006 · 
2007 · 
2008 · 
2009 · 
2010 · 
2011 · 
2012 ·
2013 ·
2014 ·
2015 ·
2016 ·
2017 ·
2018 ·
2019 ·
2020 ·
2021 ·
2022 ·
2023 ·
2024 ·
Amerikaanse Maagdeneilanden ·
Anguilla ·
Antigua en Barbuda ·
Aruba ·
Barbados ·
Belize ·
Bermuda ·
Bhutan ·
Britse Maagdeneilanden ·
Curaçao ·
Dominicaanse Republiek ·
El Salvador ·
Grenada ·
Guyana ·
Haïti ·
Kaaimaneilanden ·
Nicaragua ·
Panama ·
Saint Kitts en Nevis ·
Saint Lucia ·
Saint Vincent en de Grenadines ·
Suriname ·
Trinidad en Tobago
SLFA · Saint Luciaans vrouwenelftal
Amerikaanse Maagdeneilanden ·
Anguilla ·
Antigua en Barbuda ·
Aruba ·
Barbados ·
Bermuda ·
Britse Maagdeneilanden ·
Canada ·
Cuba ·
Curaçao ·
Dominica ·
Dominicaanse Republiek ·
El Salvador ·
Grenada ·
Guatemala ·
Guyana ·
Haïti ·
Jamaica ·
Kaaimaneilanden ·
Montserrat ·
Nederlandse Antillen ·
Panama ·
Puerto Rico ·
Saint Kitts en Nevis ·
Saint Vincent en de Grenadines ·
San Marino ·
Suriname ·
Trinidad en Tobago ·
Turks- en Caicoseilanden